# アンバー・レイン
アンバー・レイン（Amber Rayne、1984年9月19日 -2016年4月3日）は、アメリカ合衆国のポルノ女優。ミシガン州デトロイト出身。　　　

## 経歴
デトロイトで生まれ、北カリフォルニアで育った。彼女はイタリア、スコットランド、ネイティブアメリカンの混血である。
カリフォルニア州立大学ロサンゼルス校に入学し、映画やテレビ番組でエキストラとして働いていた。
2005年にアダルト業界に入った。その頃は、カリフォルニア州サンタモニカに住んでいた。
2015年4月にアダルト業界から引退を発表した。
同年末に『ウォンテッド』を撮影するために復帰した。 この映画の監督であるストーミー・ダニエルズとは、撮影の6年前にすでにこの映画に出演することを約束していた。 
出演以外に、アダルト業界でフラッファー、監督、プロデューサー、編集者として働いていた。
レインは画面上でも私生活でもBDSMのライフスタイラーだった。 ウサギとゼファーという名のラバを所有し、運転教官でもあった。 非ホジキンリンパ腫と子宮がんの両方を闘病した。

## 死去
2016年4月2日にカリフォルニア州ロサンゼルスの自宅で倒れ、死亡した。2016年6月下旬、ロサンゼルス郡検死官・検視官事務所によると死因はコカインとアルコールの併用摂取による薬物過剰摂取の事故であると発表した。